# L'abito di piume
L'abito di piume è il quindicesimo romanzo della scrittrice giapponese Banana Yoshimoto, pubblicato nel 2003.

## Trama
Hotaru torna nel suo paese natale, piccolo borgo tranquillo attraversato da un fiume, per dimenticare le sue pene d'amore. Per ben otto anni ha abitato a Tokyo, dove ha vissuto una "morbosa" relazione con un uomo sposato che, inaspettatamente, l'abbandona per restare con la moglie.
Il ritorno nel suo paese è un ritorno all'infanzia, un ritrovare pace e serenità nell'affetto degli amici e della nonna. La madre è morta e suo padre, noto psicologo, è in viaggio in California.
Hotaru trascorre le sue giornate aiutando la nonna nel suo caffè, intimo e familiare. Rivede luoghi e persone del passato e, soprattutto, si riavvicina alla sua amica Rumi, ragazza dalla spiccata sensibilità.
Un giorno, dopo una lunga passeggiata tra i ricordi, incontra un ragazzo, Mitsuru, che le lascia un'insolita sensazione di déjà vu. Aiutata da sua nonna e dalla madre di Mitsuru, scoprirà cosa si cela dietro quella strana sensazione: un evento misterioso. Hotaru seguirà un percorso lungo il quale ritroverà la perduta serenità e, guarita dal dolore, potrà finalmente riappropriarsi della sua gioventù.

## Edizioni
- Banana Yoshimoto, L'abito di piume, traduzione di Alessandro Giovanni Gerevini, prima ed., collana I Canguri, Feltrinelli, 2005,  p. 132, ISBN 88-07-70165-0.